# Zaritap
Zaritap (en arménien Զառիթափ )est une communauté rurale du marz de Vayots Dzor, en Arménie. Comprenant également la localité de Horadis, elle compte 1 537 habitants en 2008.